# Rob Schneider
Rob Schneider, pseudonimo di Robert Michael Schneider (San Francisco, 31 ottobre 1963), è un comico, attore, sceneggiatore, regista, produttore cinematografico e produttore televisivo statunitense di origini filippine.

## Biografia
Nasce a San Francisco, ma cresce nel sobborgo di Pacifica, figlio di Marvin Schneider, un agente immobiliare d'origine ebraica, e di Pilar Monroe, una dirigente scolastica di religione cattolica e d'origine filippina per parte materna. Schneider inizia a esibirsi come cabarettista dopo il conseguimento del diploma, fino a quando nel 1987 vince un premio indirizzato verso i nuovi comici, che gli offre la possibilità di esordire in televisione nel Saturday Night Live, programma comico di punta del network NBC.
Dopo diverse apparizioni nei contenitori televisivi statunitensi, fa il suo esordio nel cinema con Balle spaziali 2 - La vendetta (1989), diretto da David Odell. Schneider è noto per il suo ruolo in Mamma, ho riperso l'aereo: mi sono smarrito a New York (1992), al fianco di Macaulay Culkin, nella quale interpreta un fattorino rompiscatole dell'Hotel Plaza di New York. Successivamente partecipa al film d'azione Dredd - La legge sono io (1995), interpretando Fergie, uno strampalato criminale appena uscito di prigione.
Candidato più volte ai Razzie Awards, vince il premio satirico come peggior attore dell'anno per Deuce Bigalow - Puttano in saldo (2005). Nel 2012 partecipa come doppiatore al film d'animazione Dino e la macchina del tempo. La sua carriera cinematografica è incentrata sul genere parodistico, basata su una comicità greve, che lo espone a diverse critiche negative.

## Filmografia

### Attore

#### Cinema
- Balle spaziali 2 - La vendetta (Martians Go Home), regia di David Odell (1989)
- Campioni di guai (Necessary Roughness), regia di Stan Dragoti (1991)
- Mamma, ho riperso l'aereo: mi sono smarrito a New York (Home Alone 2), regia di Chris Columbus (1992)
- Guerrieri del surf (Surf Ninjas), regia di Neal Israel (1993)
- Demolition Man, regia di Marco Brambilla (1993)
- A Beverly Hills... signori si diventa (The Beverly Hillbillies), regia di Penelope Spheeris (1993)
- Dredd - La legge sono io (Judge Dredd), regia di Danny Cannon (1995)
- Giù le mani dal mio periscopio (Down Periscope), regia di David S. Ward (1996)
- Le straordinarie avventure di Pinocchio (The Adventures of Pinocchio), regia di Steve Barron (1996)
- Hong Kong colpo su colpo (Knock Off), regia di Tsui Hark (1998)
- Delitto imperfetto (Susan's Plan), regia di John Landis (1998)
- Waterboy (The Waterboy), regia di Frank Coraci (1998)
- Big Daddy - Un papà speciale (Big Daddy), regia di Dennis Dugan (1999)
- I Muppets venuti dallo spazio (Muppets from Space), regia di Tim Hill (1999)
- Gigolò per sbaglio (Deuce Bigalow: Male Gigolo), regia di Mike Mitchell (1999)
- Little Nicky - Un diavolo a Manhattan (Little Nicky), regia di Steven Brill (2000)
- Animal (The Animal), regia di Luke Greenfield (2001)
- Mr. Deeds, regia di Steven Brill (2002) (non accreditato)
- Hot Chick - Una bionda esplosiva (The Hot Chick), regia di Tom Brady (2002)
- 50 volte il primo bacio (50 First Dates), regia di Peter Segal (2004)
- Il giro del mondo in 80 giorni (Around the World in 80 Days), regia di Frank Coraci (2004)
- L'altra sporca ultima meta (The Longest Yard), regia di Peter Segal (2005)
- Deuce Bigalow - Puttano in saldo (Deuce Bigalow: European Gigolo), regia di Mike Bigelow (2005)
- Cocco di nonna (Grandma's Boy), regia di Nicholaus Goossen (2006)
- Gli scaldapanchina (The Benchwarmers), regia di Dennis Dugan (2006)
- Cambia la tua vita con un click (Click), regia di Frank Coraci (2006) (non accreditato)
- Quel nano infame (Little Man), regia di Keenen Ivory Wayans (2006) (non accreditato)
- Io vi dichiaro marito e... marito (I Now Pronunce You Chuck and Larry), regia di Dennis Dugan (2007)
- Big Stan, regia di Rob Schneider (2007)
- American Crude - Follie in America (American Crude), regia di Craig Sheffer (2008)
- Zohan - Tutte le donne vengono al pettine (You Don't Mess with the Zohan), regia di Dennis Dugan (2008)
- Racconti incantati (Bedtime Stories), regia di Adam Shankman (2008)
- American Virgin, regia di Clare Kilner (2009)
- Un weekend da bamboccioni (Grown Ups), regia di Dennis Dugan (2010)
- InAPPropriate Comedy, regia di Vince Offer (2013)
- The Ridiculous 6, regia di Frank Coraci (2015)
- Sandy Wexler, regia di Steven Brill (2017)
- La Missy sbagliata (The Wrong Missy), regia di Tyler Spindel (2020)
- Hubie Halloween, regia di Steven Brill (2020)
- Home Team, regia di Charles Francis Kinnane e Daniel Kinnane (2022)

#### Televisione
- 227 – serie TV, episodio 4x22 (1989)
- Saturday Night Live – serie TV, 80 episodi (1990-1994)
- Seinfeld – serie TV, episodio 7x18 (1996)
- Ally McBeal – serie TV, episodio 2x07 (1998)
- South Park - serie TV, episodio 6x15 (2002)
- I Griffin (Family Guy) - serie TV, episodi 5x0-7x06 (2006-2008)
- Rob – serie TV, 8 episodi (2012)
- Inside Amy Schumer – serie TV, episodio 1x06 (2013)
- Hot in Cleveland – serie TV, episodio 5x14 (2014)
- Real Rob – serie TV, 16 episodi (2015-2017)

### Doppiatore
- Otto notti di follie (Eight Crazy Nights), regia di Seth Kearsley (2002)
- The Reef - Amici per le pinne (The Reef: Shark Bait), regia di Howard E. Baker e John Fox (2006)
- Top Cat - Il film (Don Gato y su Pandilla), regia di Alberto Mar (2011)
- Dino e la macchina del tempo (Dino Time), regia di John Kafka e Yoon-suk Choi (2012)
- Outback (The Outback), regia di Kyung Ho Lee (2012)
- Il viaggio di Norm (Norm of the North), regia di Trevor Wall (2016)
- Chip Chilla, regia di Eric Branscum (2023)
- Leo, regia di Robert Marianetti, Robert Smigel e David Wachtenheim (2023) - voce del Preside Spahn

## Doppiatori italiani
Nelle versioni in italiano delle opere in cui ha recitato, Rob Schneider è stato doppiato da:
- Massimo Rossi in Gigolò per sbaglio, Deuce Bigalow - Puttano in saldo, Hot Chick - Una bionda esplosiva, Cocco di nonna, The Ridiculous 6, Sandy Wexler
- Simone Mori in Animal, Il giro del mondo in 80 giorni, Gli scaldapanchina, American Crude - Follie in America, Un weekend da bamboccioni
- Massimo Lodolo in Hong Kong colpo su colpo, 50 volte il primo bacio, La Missy sbagliata, Home Team
- Marco Mete in Dredd - La legge sono io, Big Daddy - Un papà speciale
- Riccardo Rossi in Mamma, ho riperso l'aereo - Mi sono smarrito a New York
- Massimo De Ambrosis in Demolition Man
- Teo Bellia in A Beverly Hills... signori si diventa
- Mauro Gravina in Delitto imperfetto
- Gianluca Machelli in Ally McBeal
- Antonio Sanna ne I Muppets venuti dallo spazio
- Luigi Ferraro in Io vi dichiaro marito e... marito
- Mino Caprio in Zohan - Tutte le donne vengono al pettine
- Paolo Marchese in Racconti incantati
- Roberto Gammino in Hubie Halloween

Da doppiatore è sostituito da:
- Marco Mete in Il viaggio di Norm
- Sandro Acerbo in Otto notti di follie
- Francesco Bulckaen in Leo